# Roberto Tamburini
Roberto Tamburini (Rimini, 15 januari 1991) is een Italiaans motorcoureur.

## Carrière
Tamburini maakte in 2006 zijn debuut in de 125 cc-klasse van het wereldkampioenschap wegrace op een Aprilia. In 2007 nam hij ook op deze motor deel aan deze klasse. In twee seizoenen wist hij echter geen punten te scoren; een zestiende plaats in de Grand Prix van Japan 2007 was zijn beste resultaat.
In 2009 debuteerde Tamburini in zowel het Italiaanse als het Europese Superstock 600-kampioenschap op een Yamaha. In het Europese kampioenschap reed hij twee races en scoorde in beide gevallen punten. In het Italiaanse kampioenschap won hij een race op het Misano World Circuit en stond hij op het Autodromo Vallelunga eveneens op het podium. Met 83 punten werd hij derde in de eindstand.
In 2010 maakte Tamburini zijn debuut in het Italiaans kampioenschap wegrace in de Supersport 600-klasse op een Yamaha. Hij won een race op Misano en behaalde drie andere podiumplaatsen, waardoor hij met 102 punten gekroond werd tot kampioen in de klasse. Hij kreeg deze titel echter pas nadat Gianluca Vizziello tijdens de laatste race werd gediskwalificeerd omdat zijn motorfiets niet voldeed aan de technische reglementen. In 2010 maakte hij tevens zijn debuut in het wereldkampioenschap Supersport als wildcardcoureur tijdens vijf races, beginnend in Misano, waar hij met een vijfde plaats direct zijn beste resultaat behaalde. Op Silverstone was hij betrokken bij een ongeluk met Joan Lascorz; hij brak hierbij zijn sleutelbeen, terwijl Lascorz een hersenschudding opliep en dat seizoen niet meer in actie kwam. In de resterende drie races werd Tamburini driemaal negende en hij werd met 32 punten veertiende in het klassement.
In 2011 bleef Tamburini actief in het Italiaans kampioenschap Supersport, waarin hij vier races won, maar tweede werd in het klassement omdat hij een aantal races miste. Tevens debuteerde hij dat jaar als fulltime coureur in het WK Supersport op een Yamaha. Dat jaar was een vierde plaats op Silverstone zijn beste klassering en hij werd met 80 punten negende in de eindstand. In 2012 stapte hij binnen dit kampioenschap over naar een Honda. Hij werd tweemaal vierde op Imola en Misano, maar in de rest van het seizoen behaalde hij minder constante resultaten en hij zakte naar de twaalfde plaats in de eindrangschikking met 50 punten. Dat jaar reed hij ook in zes van de acht races van het Italiaans kampioenschap Supersport, waarin hij driemaal op het podium stond en zo vierde werd in het klassement.
In 2013 stapte Tamburini binnen het WK Supersport over naar een Suzuki. Na vier races, waarin een dertiende plaats in de seizoensopener op Phillip Island zijn beste resultaat was, verliet hij dit team. Vanaf de race in Moskou keerde hij terug in het kampioenschap op een Honda en behaalde hij zijn beste klassering met een zesde plaats in Istanboel. Met 39 punten werd hij zestiende in het kampioenschap. Dat jaar reed hij ook in twee races van het Italiaans kampioenschap Supersport, maar scoorde hierin geen punten. In 2014 kwam hij op een Kawasaki uit in het WK Supersport. Hij behaalde twee vijfde plaatsen op Phillip Island en Misano en werd met 70 punten elfde in het klassement.
In 2015 stapte Tamburini over naar de FIM Superstock 1000 Cup, waarin hij op een BMW reed. Hij won drie races op het Motorland Aragón, het Autódromo Internacional do Algarve en het Circuito Permanente de Jerez en stond in drie andere races op het podium. Met 142 punten werd hij achter Lorenzo Savadori tweede in het eindklassement. Dat jaar debuteerde hij ook in het Italiaans kampioenschap superbike, waarin hij een race won op het Autodromo Enzo e Dino Ferrari. Met 122 punten werd hij ook in deze klasse tweede achter Michele Pirro. In 2016 bleef hij actief in de FIM Superstock 1000 Cup, waarin hij ditmaal op een Aprilia reed. Hij behaalde een poleposition op Imola, waar hij met een vierde plaats ook zijn beste raceklassering behaalde. Met 66 punten werd hij zevende in het kampioenschap. Daarnaast reed hij in een race van het Italiaans kampioenschap superbike, waarin hij zeven punten scoorde.
In 2017 reed Tamburini in de FIM Superstock 1000 Cup op een Yamaha. Hij behaalde de pole position op het Circuit Magny-Cours en stond driemaal op het podium. Met 106 punten werd hij vierde in het kampioenschap. In het Italiaans kampioenschap superbike werd hij zesde met eveneens drie podiumfinishes. In 2018 reed hij in het laatste seizoen van de FIM Superstock 1000 Cup op een BMW. Hij won een race op Portimão en werd met 142 punten tweede in het klassement achter Markus Reiterberger. In het Italiaans kampioenschap superbike reed hij enkel in het weekend op Misano, waarin hij twee podiumplaatsen behaalde. In 2019 reed hij alle races in deze klasse op een BMW. Hij behaalde een podium in de seizoensopener op Misano en werd met 58 punten elfde in de eindstand. In 2020 stapte hij over naar het Spaans kampioenschap superbike, waarin hij met 30 punten veertiende werd in de eindstand.
Nadat hij in 2021 geen races reed, keerde Tamburini in 2022 terug in de motorsport. Hij werd een maand voor de start van het wereldkampioenschap superbike-seizoen opgeroepen om Isaac Viñales te vervangen op een Yamaha.